# Toreadorii din Vasiukivka
Toreadorii din Vasiukivka este o trilogie a scriitorului ucrainean Vsevolod Nestaiko⁠(d), scrisă în perioada anilor 1963-1970. Înaintea publicării ca o singură carte, autorul a publicat cele trei povești din trilogie separat: „Aventurile lui Robinzon Kukuruzo” (1964), „Intrusul din apartamentul treisprezece” (1966) și „Misterul celor trei necunoscuți” (1970). Trilogia a fost publicată pentru prima dată în 1972 la editura Veselka⁠(d). În 2004, editura A-ba-ba-ha-la-ma-ha a publicat o ediție revizuită a cărții, în care autorul a îndepărtat substraturile ideologice sovietice, a eliminat unele detalii învechite care erau de neînțeles pentru cititorul modern și a adăugat conținut nou.
Cartea este inclusă în programa școlară ucraineană. A fost tradusă în peste 20 de limbi, printre care germană și rusă. În 1979, Consiliul internațional de literatură pentru copii și tineret a inclus trilogia în „Lista Specială «Hans Christian Andersen»” drept una dintre cele mai remarcabile lucrări ale literaturii pentru copii moderne. De asemenea, este una din cele mai bune 100 de lucrări literare ucrainene⁠(d) conform PEN-clubul ucrainean.

## Structură
Trilogia constă din trei povești, anterior publicate separat: „Aventurile lui Robinzon Kukuruzo”, „Intrusul din apartamentul treisprezece” și „Misterul celor trei necunoscuți”. Protagoniștii sunt școlarii Iava (Ivan) Ren și Pavlușa Zavhorodnîi (în primele ediții – Krîvorotko). Iava, un băiat încăpățânat, și Pavlușa, mai calm și prudent, sunt uniți de dorința de a deveni faimoși în întreaga lume. Pentru aceasta, de-a lungul trilogiei ei încearcă să devină toreadori⁠(d), să prindă spioni străini infiltrați în satul lor, să cucerească Kievul și multe altele. Mesajul principal al cărții este prietenia adevărată, sacrificiul de sine, dorința de a veni în ajutorul unei persoane aflate în nevoie.

## Rezumat

### Prima parte
Naratorul este Pavlușa Zavhorodnîi, un elev din clasa a cincea. Acțiunea are loc într-un sat ucrainean – Vasiukivka – și în împrejurimile acestuia. Prietenul și colegul său de clasă, Iava, născocește diverse șotii pentru a deveni faimos și îl implică și pe Pavlușa în ele.
Cei doi s-au apucat să sape un tunel de metrou, dar planul le este dat peste cap când în groapa abia începută cade un porc. Mai târziu, ei au decis să facă o coridă, dar din moment ce nu au putut găsi un taur potrivit, au luat-o pe Kontribuțiia (din ucraineană „Contribuția”), vaca bunicului lui Iava, Varava. Lupta de probă împotriva vacii se termină când ea îl ghiontește pe Iava și băieții o rup la fugă.
Mai târziu, Java și Pavlușa au început să construiască un submarin, în același timp salvând un cățel dintr-o fântână – i-au dat numele Sobakevici („Câinescu”). Școlarii l-au adus pe Sobakevici la școală, fapt pentru care învățătoarea i-a dat afară din clasă. Apoi, cei doi au ciulit urechile să asculte conversația dintre pescarul Burmîlo și șoferul Knîș despre o descoperire misterioasă, timp în care Sobakevici a fugit cu clopoțelul legat de el. Elevii din școală au crezut că sunetul este al clopoțelului și au ieșit buluc la recreație. Pentru această poznă, a doua zi Iava și Pavlușa au fost lăsați în sat în timpul excursiei școlare la Kiev. Băieții au decis totuși să meargă în secret și au început să-i urmărească pe Burmîlo și Knîș, care s-au pornit la Kiev cu treburi personale, dar s-au rătăcit și evadarea lor din Vasiukivka a fost deconspirată.
Prietenii erau determinați să afle ce căutau Burmîlo și Knîș și au presupus că este vorba de pușca pierdută anul trecut de vânătorul Papușa. Dar curând ei află că Knîș i-a dat bibliotecarului și inventatorului local Fadeiovîci (poreclit „Faradayovîci”) o cutie misterioară. Iava și Pavlușa au pătruns în casa lui Fadeiovîci când ușa era descuiată și au răsturnat din greșeală un termos⁠(d) care se afla în cutie. A doua zi s-a dovedit că recipientul conținea alge, hrană experimentală pentru astronauți. Băieții au recunoscut în fața lui Fadeiovîci ce pagubă au făcut, dar acesta le-a spus că algele rămase sunt suficiente – el a vrut doar să le demonstreze tinerilor naturaliști.
Apoi au venit examenele. Pavlușa era îngrijorat că va lua o notă rea iar Iava le va trece cu brio datorită mamei-deputat. Totuși, Iava a picat examenul pentru că era preocupat să-l urmărească pe Knîș și a fost la un pas de înec salvându-l pe Sobakevici. Iava a început să se pregătească pentru a da examenul din nou, iar tovarășul său a decis să rămână cu el, în locul unei călătorii la Odesa cu părinții.
Continuând s-o facă pe detectivii urmărindu-i pe Burmîlo și Knîș, băieții s-au rătăcit într-un lan de porumb; în timp ce se aflau acolo, Iava s-a autoproclamat „Robinzon Kukuruzo” (din ucraineană кукурудза, transliterat: kukurudza, înseamnă „porumb”). Colegii au aflat despre intenția lui Burmîlo și Knîș de a merge la mlaștină și s-au deplasat acolo primii, cu barca. Pavlușa s-a întors acasă seara, dar Iava a rămas pe insula din mlaștină și i-a spus mai târziu că a întâlnit un „spion”. Pe insulă au venit niște tineri naturaliști, printre care școlărițele Valka și Hanka, cu care au făcut cunoștință Iava, respectiv Pavlușa. În seara următoare, Varava, bunicul lui Iava, a venit la mlaștină să își caute nepotul. Bunicul și băieții l-au prins pe Knîș, care a recunoscut că a venit la mlaștină să caute rezervele de alcool pe care nemții le-ar fi lăsat în urmă în timpul războiului. S-a dovedit că alcoolul fusese descoperit de partizani în 1943 și predat la spital.
Datorită deconspirării lui Knîș, băieții au devenit în cele din urmă celebri în sat.

### Partea a doua
Iava și Pavlușa au trecut în clasa a șasea. Partea a doua începe cu o serată școlară, la care se juca o piesă bazată pe „Revizorul” de Gogol, iar cei doi băieți au fost mustrați pentru că nu și-au învățat bine cuvintele. Povestirea continuă cu relatările întâmplărilor anterioare.
Băieții au mers la Kiev să-i viziteze pe unchiul și mătușa lui Pavlușa. Iava a vrut s-o găsească pe Valka; aflați în căutarea ei, prietenii au întâlnit un artist și au observat că acesta și-a pierdut ceasul de mână, dar între timp i-au pierdut urma. Au început să-l caute în diferite teatre și în unul din ele au găsit-o pe Valka. Fata le-a promis că îi va ajuta în căutarea proprietarului ceasului. În aventura lor, băieții s-au bătut cu huliganul Budka și l-au întâlnit pe artistul Maksîm Valerianovîci, care s-a alăturat căutărilor posesorului ceasului. Dar au fost întrerupți iar de Budka, care a decis să se răzbune, iar de data aceasta băieții au fost salvați de Valka. Băieții au aflat că persoana pe care o caută lucrează la studioul de film Dovjenko, dar acum și-au dat seama că au pierdut ei înșiși ceasul.
Iava și Pavlușa au căutat în zadar ceasul și au crezut că l-a furat Budka. S-au dus la Budka, care le-a divulgat că nu el a sustras ceasul, ci un alt huligan. Băieții au stabilit o întâlnire cu Budka și camaradul acestuia noaptea, de aceea au fugit de acasă. Între timp, ei și-au amintit cum s-au apucat să dezgroape o comoară a cazacilor din cimitirul din Vasiukivka, dar au luat-o la fugă când s-au speriat de o pisică. La ora convenită, Iava și Pavlușa s-au întâlnit cu huliganii lângă Pecerska Lavra. Valka a aflat despre întâlnire și a sosit în grabă. Pavlușa i-a speriat pe huligani cu pistolul de start⁠(d) al unchiului său; Budka, speriat de-a binelea, a căzut într-o fântână și a fost scos de Iava și Pavlușa, cu ajutorul Valkăi. Pavlușa a recuperat ceasul și s-a întors cu Iava acasă, unde mătușa lui i-a confundat cu niște hoți și i-a stropit cu compot⁠(d).
Pavlușa, Iava, Valka și Budka au participat la filmările unui film istoric, unde au jucat roluri episodice. Pe platorul de filmare, printre actori l-au recunoscut pe posesorul ceasului. Acesta le-a mulțumit și i-a invitat pe băieți, pe Valka și pe Maksîm Valerianovîci la un restaurant.
Acțiunea revine la piesa „Revizorul”. Pentru a-și recupera reputația, băieții au povestit cum au jucat în film la Kiev. Dar când filmul este rulat în sat, se dovedește că în scenele în care au jucat ei au fost înlocuiți de alți actori. Iava a spus că acum precis nu va mai fi actor, dar a început să se viseze scriitor. Pavlușa a mărturisit că vrea să fie pilot.

### Partea a treia
Această parte, spre deosebire de celelalte două, este povestită de Iava Ren. El descrie cum s-a certat cu Pavlușa din cauza clubului de desen. Iava s-a înscris acolo la insistența tovarășului, dar s-a dovedit că Java este daltonic, iar Pavlușa frecventa clubul numai pentru a se vedea cu Hanka. Iava a decis să facă ceva notabil și a decis să meargă cu Antonciîk Mațiievskîi în căutarea fantomei unui militar cazac.
Iava a vrut să se fotografieze cu fantoma, dar conform legendei doar tâlharii o pot vedea. Prin urmare, băiatul a decis să fure o cameră de fotografiat de la Hrîșko Bardadîm, un elev din clasa a zecea. Noaptea, Iava a găsit fantoma și a reușit să o fotografieze. În dimineața următoare, Iava i-a întors camera lui Hrîșka și i-a spus că n-are decât să-l bată, dar trebuie numaidecât să developeze pelicula. Iava a devenit faimos pentru fotografia făcută. Din această cauză, bătrâna Mokrîna a început să-l numească pe Iava „alesul”.
Deși a obținut recunoaștere, Iava a vrut totuși să se împace cu Pavlușa. A încercat să o implice pe Valka, dar a eșuat. Apoi a aflat că „fantoma” fără cap fusese de fapt o cămașă care atârna de ramurile unui copac. Ghinionul lui Iava a continuat când i s-a defectat bicicleta.
Un soldat dislocat la un teren de antrenament din apropiere i-a înmânat lui Iava o scrisoare misterioasă care conținea invitația la o întâlnire în pădure. Când a mers acolo, a întâlnit alți doi soldați care nu știau nimic despre asta. Mai târziu l-a văzut și pe Pavlușa venind în pădure. Iava a observat, de asemenea, un om necunoscut care încerca să pătrundă în grădina unei învățătoare și a avertizat-o despre potențialul hoț.
Din cauza ploii, barajul din susul satului s-a rupt, amenințând să inunde localitatea, iar Iava a fugit la soldați pentru ajutor. Datorită lui, soldații au reușit să ajute mulți oameni. Java a recuperat din calea apelor un săculeț pe care Mokrîna îl ținea în spatele icoanei, dar s-a pomenit la un pas de a rămâne blocat în casa inundată și a fost salvat de Pavlușa. S-a dovedit că săculețul conținea scrisori de la soțul lui Mokrîna de pe front. Iava s-a rănit la picior, dar părinții s-au arătat mândri de isprava sa. De asemenea, s-a împăcat, în sfârșit, cu Pavlușa.
Iava a mai primit o scrisoare cu o invitație în pădure. El a descifrat că semnătura „H. P. H.” din scrisoare se referă la Herasîmenko Halîna Sîdorivna (învățătoare), Paiceadze (soldat) și Hrebeniuk Hanea (Hanka). Se pare că cei trei voiau să-i împace pe protagoniști organizându-le o întrevedere în pădure.
Halîna Sîdorivna s-a căsătorit cu Paiceadze. Iava și Pavlușa, în pădure, au citit scrisoarea în care era descrisă prietenia lor de neprețuit. Cu ocazia nunții, cei doi au confecționat și au lansat un zmeu, care însă a căzut pe o grămadă de fân și era cât pe ce să-l incendieze. Hanka a ajutat la prevenirea incendiului. Tustrei au hotărât că vor rămâne prieteni pe viață.

## Istorie
Scriitorul a mărturisit că s-a inspirat din istorisirile ilustratorului Vasîl Ievdokîmenko⁠(d) despre doi școlari care s-au rătăcit în lanul de porumb și au putut să iasă doar când un difuzor atârnat pe un stâlp din sat a început să emită sunetul radioului. Astfel au fost create personajele Iava și Pavlușa.
În Ucraina independentă, cartea a fost relansată la editura „A-ba-ba-ha-la-ma-ha”. Noua ediție se deosebește de ediția originală prin eliminarea, de către autor, a unor substraturi ideologice și detalii de neînțeles pentru copiii moderni și prin adăugarea de nou conținut.

## Adaptări
În 1965, a fost lansat scurtmetrajul Toreadorii din Vasiukivka⁠(d), o ecranizare a unui episod din trilogie, regizată de Samarii Zelikin.
În 2024, a fost anunțată o a doua adaptare cinematografică, care ar urma să fie regizată de Roman Krasnoșciok și Anton Ciîsteakov.

## Ediții
Ediție originală
- Всеволод Нестайко. Тореадори з Васюківки. Київ: Веселка. 1972. 416 стор.
(Vsevolod Nestaiko. Toreadorii din Vasiukivka. Kiev: Veselka. 1972. 416 pp.)
- Всеволод Нестайко. Тореадори з Васюківки. Малюнки: Євген Семенов. Київ: Веселка. 1973. 415 стор.
(Vsevolod Nestaiko. Toreadorii din Vasiukivka. Desene: Ievhen Semenov. Kiev: Veselka. 1973. 415 pp.)

Ediție înnoită
- Всеволод Нестайко. Тореадори з Васюківки: трилогія про пригоди двох друзів. Малюнки: Анатолій Василенко. Київ: А-БА-БА-ГА-ЛА-МА-ГА. 2004. 543 стор. ISBN 9789667047863
(Vsevolod Nestaiko. Toreadorii din Vasiukivka: trilogie despre aventurile a doi prieteni. Desene: Anatolii Vasîlenko. Kiev: A-ba-ba-ha-la-ma-ha. 2004. 543 pp.)